# Burg Ringsheim
Die Burg Ringsheim, auch Schloss Ringsheim genannt, ist eine Wasserburg östlich des Euskirchener Stadtteils Flamersheim (Ringsheimer Weg) im Kreis Euskirchen in Nordrhein-Westfalen.

## Geschichte
Die von dem im 17. Jahrhundert untergegangenen Dorf Ringsheim umgebene Wasserburg war im 13. Jahrhundert im Besitz der bedeutenden Herren von Ringsheim als kölnisches Lehen und strategisch gut gelegen zwischen dem Flamersheimer Bannwald und der Aachen-Frankfurter Heerstraße. Die Ringsheimer Herren besaßen neben der Burg mit dem Dorf und der Kirche auch ein Hauskloster in Schweinheim und Burgen in Flamersheim und Lindweiler.

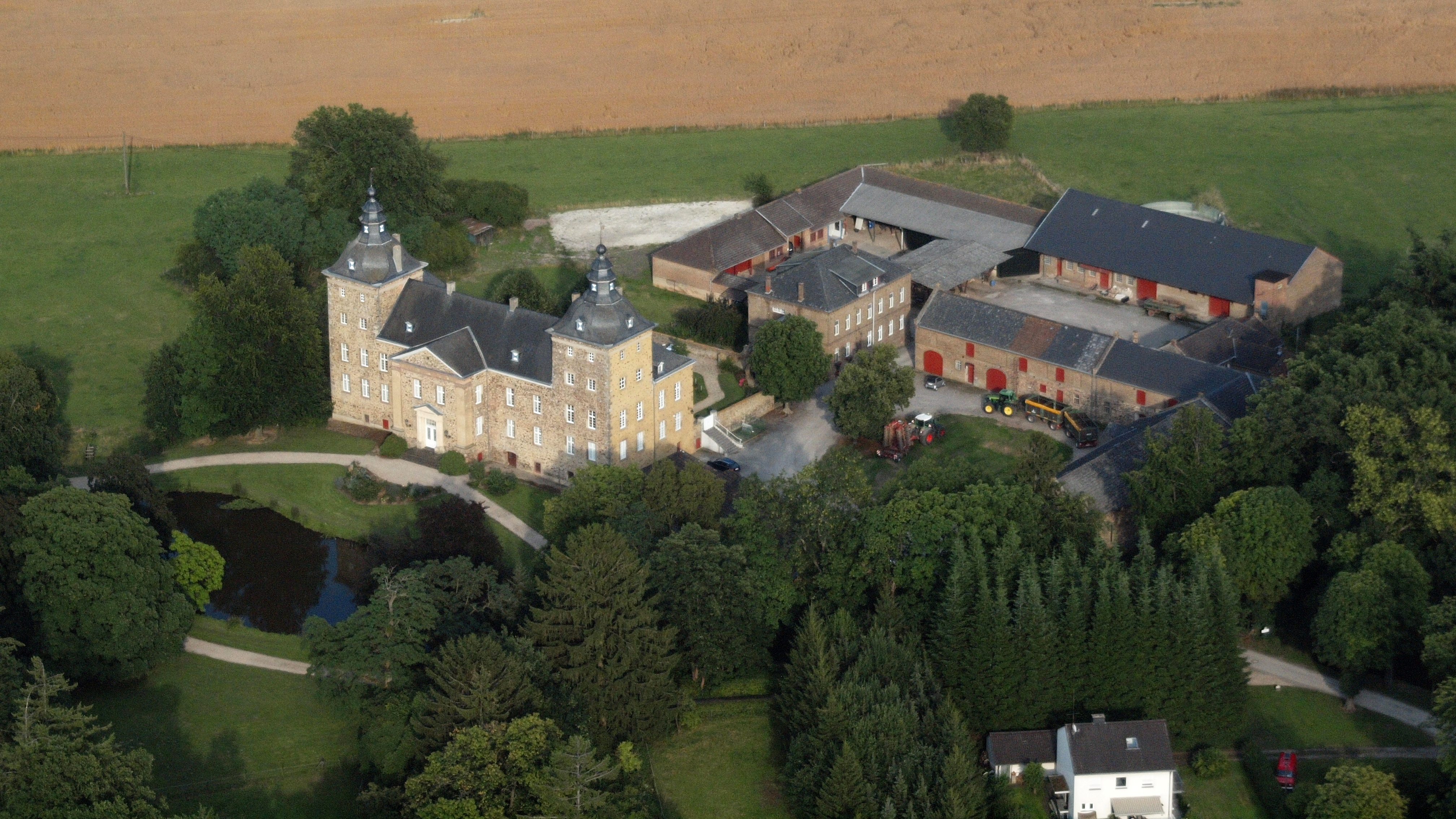
Süd-West-Ansicht, Luftaufnahme (2015)

1249 wurde die Burg anlässlich ihrer Zerstörung erstmals erwähnt. Ein Adolf von Ringsheim erscheint 1278. Seine Nachfahren mussten den Stammsitz 1455 wegen Überschuldung an Johann Hurth von Schoeneck, den Erbmarschall von Jülich, veräußern. Mit dem Tode des letzten Hurth von Schöneck zog der Erzbischof das Lehen Burg Ringsheim ein und vergab es erst wieder 1635 an Johann Freiherr von Beck, dessen Sohn das Anwesen 1656 dem kurkölnischen Kämmerer Philipp von der Vorst verkaufte. Nach langen Erbstreitigkeiten erhielt Philipp Wilhelm von Harff zu Dreiborn, ein entfernter Verwandter der Hurth von Schöneck, 1713 das Gut zugesprochen. Unter ihm entstand der Neubau des erhaltenen Schlosses. Ab 1783 waren zunächst die Freiherren von Manteuffel im Besitz der Anlage, denen 1791 der Freiherr von Dalwigk zu Flamersheim folgte. 1861 erwarb schließlich die Witwe des Elberfelder Seidenfabrikanten Julius August Bemberg die Burg Ringsheim, zusammen mit der Burg Flamersheim. Es folgte ihr Sohn Julius von Bemberg als Erbe der beiden Güter, der 1903 Ringsheim seinem Sohn Louis Julius und Flamersheim seinem Sohn Robert hinterließ. Louis Sohn Hans Oskar war in erster Ehe mit Marita von Schaaffhausen und in zweiter Ehe mit Edith von Beckerath verheiratet. Letztere adoptierte  Wennemar von Schaaffhausen, der 1990 Schloss Ringsheim erbte.

## Beschreibung
Das Schloss ist eine Wasseranlage mit stattlichem Herrenhaus mit Bruchsteinmauerwerk aus dem 18. Jahrhundert und innerer Vorburg mit Wirtschaftshof aus dem 19. Jahrhundert mit einer Kirchenruine. Von der äußeren Vorburg sind nur noch Reste von Mauern und Türmen erhalten. Die inneren Gebäude der Schlossanlage sind an türmebewehrte Mauern aus dem 13. Jahrhundert angebaut. Die mittelalterliche Hauptburg trägt auf ihrer Ummauerung das Schloss aus dem 17. Jahrhundert. Das von seinen Eigentümern bewohnte Schloss zeigt im Inneren den großbürgerlichen  Stil des 19. Jahrhunderts.